# Magraua (comuna)
Magraua (em francês: Maghraoua; em árabe: مغراوة; romaniz.: Maghrawa) ou Megeraua (em francês: Megheraoua) é uma comuna localizada na província de Medea, Argélia. De acordo com o censo de 2008, a população total da cidade era de 5 647 habitantes.